# Горностаєв Григорій Гаврилович
Григорій Гаврилович Горностаєв (рос. Григорий Гаврилович Горностаев; нар. 6 серпня 1929, Тарлаково Перово, Кузнецький район, Середньо-Волзька область, РРФСР — пом. 7 лютого 1997, Воронеж, Росія) — радянський російський футболіст та тренер, нападник. Зіграв 29 матчів та відзначився 2 голами у вищій лізі СРСР. Заслужений тренер РРФСР (1992).

## Життєпис
Розпочинав грати в футбол в юнацькій команді кузнецького «Спартака», а з 16-річного віку виступав за його доросле команду в чемпіонаті Пензенської області. У 1949 році відзначився двома голи в фінальному матчі чемпіонату області проти пензенського «Спартака» (2:4), після цього тренер пензенців Серафим Соколов запросив його в команду, в якій футболіст відіграв півсезону в класі «Б». Відзначився голом у дебютній грі за нову команду, на виїзді проти іжевського «Зеніту».
У 1950 році перейшов до куйбишевських «Крил Рад», які виступали в класі «А». У першому сезоні виступав виключно за дубль. Дебютний матч за основну команду зіграв 23 вересня 1951 року проти київського «Динамо». 26 травня 1953 року відзначився своїм першим голом у вищій лізі, в ворота московського «Локомотива». У 1953 році став фіналістом Кубку СРСР, у фінальному матчі не грав, а в півфіналі відзначився одним з голів у ворота московського «Локомотива». Всього у вищій лізі за куйбишевську команду зіграв 29 матчів та відзначився 2 голами.
Надалі виступав за команди класу «Б» — воронезькі «Крила Рад», запорізький «Металург», «Шинник», іжевський «Зеніт». У складі «Шинника» відзначився 5 голами в матчі проти команди Пензи (8:0). Наприкінці кар'єри був граючим тренером воронезької «Енергії». Відрізнявся потужним ударом.
Після завершення кар'єри гравця став тренером, закінчив Вищу школу тренерів. Очолював владикавказький «Спартак», іркутський «Аерофлот», команди Воронежа. Також займав посаду начальника команди «Факел» та багато років працював у Воронежі дитячим тренером. Нетривалий час очолював збірні Гвінеї-Бісау та Сирії.
Помер 7 лютого 1997 в Воронежі на 68-му році життя. Похований на Лівобережному кладовищі.

## Особисте життя
Брат Іван (1928-1967) теж був футболістом, в декількох командах грав разом з Григорієм. Найстарший брат, Дмитро, теж в дитинстві займався футболом, але загинув на фронті під час війни.
Дружина Віра, три доньки. Одна з дочок, Марина Григорівна Литвинова — майстер спорту міжнародного класу з акробатики, заслужений тренер Росії.